# تونی دیاگن
تونی دیاگن (انگلیسی: Tony Diagne؛ زادهٔ ۷ سپتامبر ۱۹۹۰) بازیکن فوتبال اهل فرانسه است.
از باشگاه‌هایی که در آن بازی کرده‌است می‌توان به باشگاه فوتبال لینکولن سیتی، باشگاه فوتبال مکلسفیلد تاون، و باشگاه فوتبال مورکم اشاره کرد.